# Leonce-Albert Van Peteghem
Leonce Albert Van Peteghem (Sint-Kruis-Winkel, 7 oktober 1916 – Gent, 7 januari 2004) was een Belgisch bisschop. Van Peteghem was de 28ste bisschop van het bisdom Gent (1964-1991) en was meer dan 35 jaar bisschop.

## Loopbaan
Hij werd geboren als jongste zoon uit een landbouwersgezin van twaalf kinderen. Hij bracht een deel van zijn jeugd door in Lochristi, toen de familie verhuisd was naar een hoeve daar, en verhuisde later naar De Pinte. Leonce-Albert volgde de Grieks-Latijnse humaniora aan het Sint-Lievenscollege van Gent. Hij studeerde aan het het seminarie te Gent en aan de Katholieke Universiteit Leuven.
Op 18 augustus 1940 werd hij tot priester gewijd en hij behaalde in 1943 het diploma van licentiaat in de theologie aan de K.U. Leuven.
Op 11 september 1943 werd hij professor in de fundamentele moraaltheologie benoemd aan het grootseminarie van Gent en werd er in 1956 geestelijk directeur.
Tijdens de oorlogsjaren was hij subregent aan het Paus Adriaan-VI-college ('Pauscollege') in Leuven. Hij werd op 31 januari 1956 kanunnik van het Sint-Baafskapittel. Op 22 januari 1960 werd hij rechter aan de kerkelijke rechtbank van het bisdom Gent en een jaar later benoemde Karel Justinus Calewaert hem tot zijn vicaris-generaal.

## Bisschop
Paus Paulus VI benoemde hem op 28 mei 1964 tot 28ste bisschop van Gent. Hij werd (op 47-jarige leeftijd) door kardinaal Suenens tot bisschop gewijd op 29 juni 1964 in de Sint-Baafskathedraal van Gent. Als bisschopsleuze koos hij In Deo salutari (In God de Heiland). Mede als verwijzing naar zijn geboortedorp, koos hij een wapen met drie kruisen.
Mgr. Van Peteghem nam als concilievader nog twee jaar deel aan het Tweede Vaticaans Concilie, dat in oktober 1962 gestart was.
Op 23 oktober 1966 wijdde hij de Onze-Lieve-Vrouw-Hemelvaartkerk (Eeklo) in.
Op 1 oktober 1967 werd hij erekanunnik van het Sint-Baafskapittel van het zusterbisdom Haarlem. In 1977 bracht hij een catechismus uit ten behoeve van de geloofsopvoeding in zijn bisdom.
Op 7 april 1969 wijdde hij de Christus Koningkerk (Gent) in.
Op 1 mei 1969 wijdde hij de Sint-Amanduskerk te Erembodegem in.
In 1972 wijdde hij de Heilig Hartkerk te Hamme in.
Op 4 juli 1976 wijdde hij de Heilig Hartkerk te Durmen in.
In augustus 1978 wijdde hij de Sint-Rochuskapel te Zele in.
Op 27 mei 1979 wijdde hij de Sint-Jan Evangelistkerk te Beveren in.
Op 13 juli 1990 werd Arthur Luysterman tot zijn coadjutor benoemd.

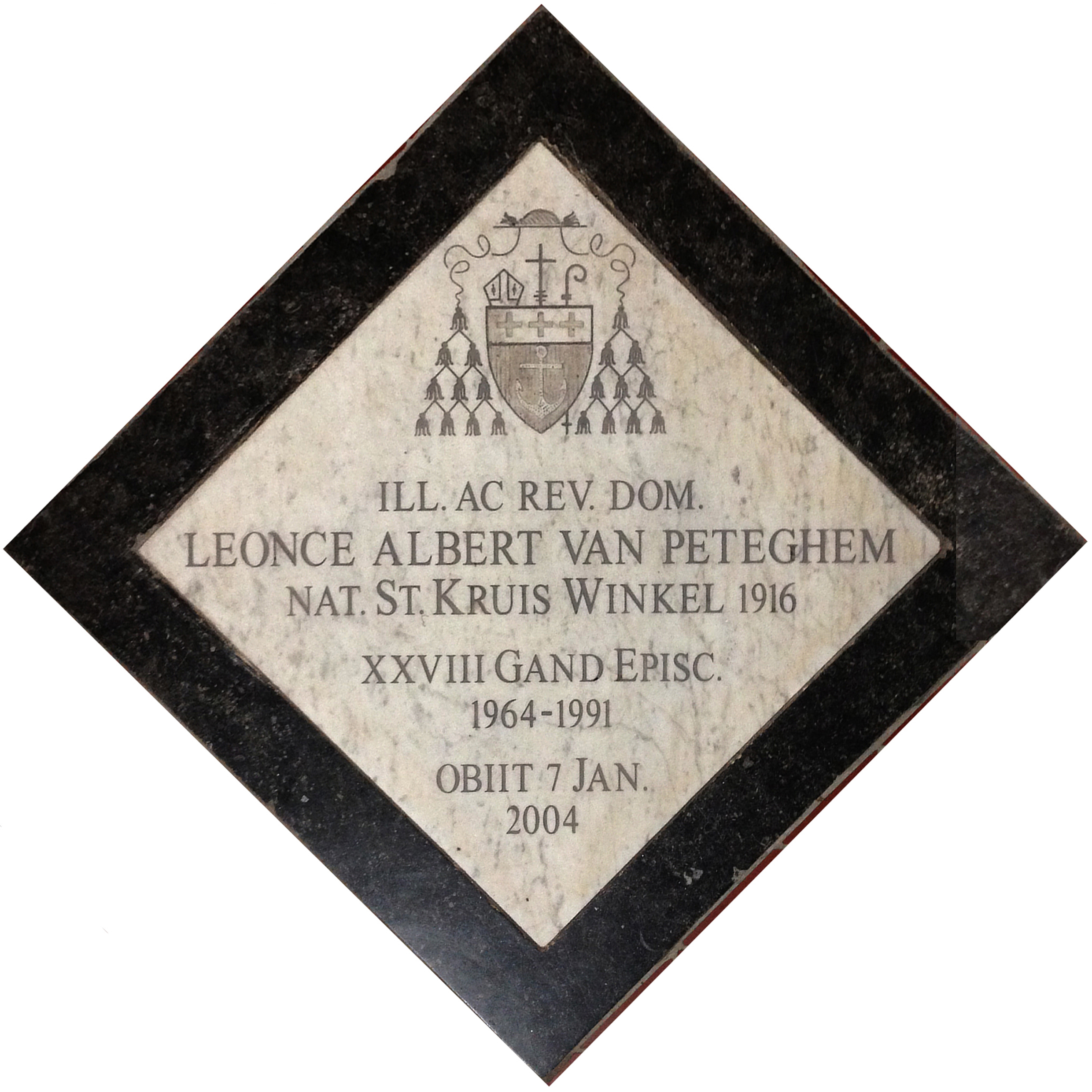
Grafplaat bisschop Leonce Albert Van Peteghem

Op 7 oktober 1991 (zijn vijfenzeventigste verjaardag) bood hij als eerste Gentse bisschop (volgens de nieuwe regels van de apostolische brief  Ecclesiae Sanctae van paus Paulus VI uit 1966) zijn ontslag aan aan paus Johannes Paulus II, die het op 27 december 1991 aanvaardde.
Hij werd volgens zijn opvolger (Mgr. Luysterman) gekenmerkt door zijn eenvoud, zijn hartelijkheid en opvallende eerlijkheid. Van Peteghem stond ook bekend om zijn trouw aan de Kerk en haar leer tijdens de woelige periode van de jaren 60 uit de twintigste eeuw. Hij was een bekend voorstander van de herkenbaarheid van priesters aan de hand van hun klederdracht en verzette zich tegen priesters die hun kerken inrichtten met kerkstoelen die het de gelovigen onmogelijk maakten te knielen.
Hij overleed op 87-jarige leeftijd in het Gentse rustoord Avondvrede op 7 januari 2004 en werd op 17 januari begraven in de Sint-Baafskathedraal in aanwezigheid van Godfried kardinaal Danneels en de socialistische burgemeester Frank Beke. Hij werd na de plechtigheid begraven in de crypte van de kathedraal.